# Reika Nogami
Reika Nogami (野上 麗香?, Nogami Reika) è un personaggio del fumetto City Hunter. Il suo nome è menzionato anche in un altro fumetto del medesimo autore, Angel Heart, una spin-off ambientato in un universo alternativo. Qui però Reika è stata assassinata dalla mafia giapponese prima dell'inizio del fumetto.

## Il personaggio
Inizialmente era una poliziotta come la sorella Saeko. Dopo la scomparsa del suo partner nella polizia, decide di dimettersi per intraprendere la carriera di detective privato onde vendicare l'amico morto. In pratica, diventa concorrente dell'assai più famoso City Hunter. Anzi apre un'agenzia proprio di fianco all'appartamento del famoso duo composto da Ryo Saeba e Kaori Makimura. Ciò le permette una serie di libertà che prima non aveva e obbliga la sorella a coprire anche le sue attività illegali, oltre a quelle del già citato City Hunter.
Rispetto alla sorella maggiore, Reika ha capelli rosso scuro fino a metà schiena con piccole ciocche di capelli che pendono su entrambi i lati e gli occhi blu. 

### Personalità
Come Saeko, è una donna manipolatrice che usa il suo fascino su Ryo, anche se lo sfrutta assai meno della sorella.
Tra le varie rivali di Kaori per l'amore di Ryo è probabilmente la più pericolosa e agguerrita: ha solo qualche anno in più di Kaori, ma è molto più disinibita e tende a cedere più facilmente ai tentativi di seduzione di Ryo, dimostrando persino di essere esuberante quanto Saeko nel rifiutare le avances di Ryo.